# 奇索斯山脉
奇索斯山脉（Chisos Mountains）是位于美国德克萨斯州外佩科斯地區大弯地区大彎曲國家公園的山脉。该山脉面積40 平方英里（104 平方公里），是美国唯一全境位於国家公园内的山脉。奇索斯山脉也是美国大陆最南端的山脉。
奇索斯山脉是由3500-4400万年前始新世时期的火山活动形成的。 
奇索斯山脉的最高点是埃默里峰，海拔7,825英尺（2,385米）。